# Rio Cotu Ursului
O Rio Cotu Ursului é um rio da Romênia, afluente do Sterminos, localizado no distrito de Hunedoara.